# De Traanroeier
De Traanroeier is een korenmolen in Oudeschild op het Nederlandse eiland Texel.
De molen werd in 1902 in Oudeschild geplaatst, maar stond daarvoor als pelmolen in Zaandam. Het was de eerste molen die in Oudeschild werd gebouwd, maar al sinds 1383 waren er korenmolens op Texel aanwezig. Thans is de molen de enige overgebleven korenmolen op het eiland. Al in 1935 raakte de molen buiten gebruik. De molen werd van de ondergang gered in 1943 toen de gemeente Texel de molen aankocht. In 1963 volgde een omvangrijke restauratie waarbij de molen met een generator werd ingericht om stroom op te gaan wekken. Door diverse apparaten moest de molen zonder verdere bediening kunnen draaien. Het bleek echter geen succes en daarom werd de molen in 1999 weer als korenmolen gerestaureerd. Sinds 2000 is de molen eigendom van de Stichting tot behoud van molen De Traanroeier. Het is te bezichtigen op het terrein van Kaap Skil, een maritiem museum.
De roeden zijn 22,50 meter lang en zijn voorzien van het Dekkersysteem in combinatie met zelfzwichting en remkleppen. De molen is uitgerust met twee koppels maalstenen met regulateurs en tevens zijn er nog een aantal restanten van de elektriciteitopwekkingsperiode aanwezig. Een vrijwillig molenaar stelt de molen zeer geregeld in bedrijf.

## Fotogalerij

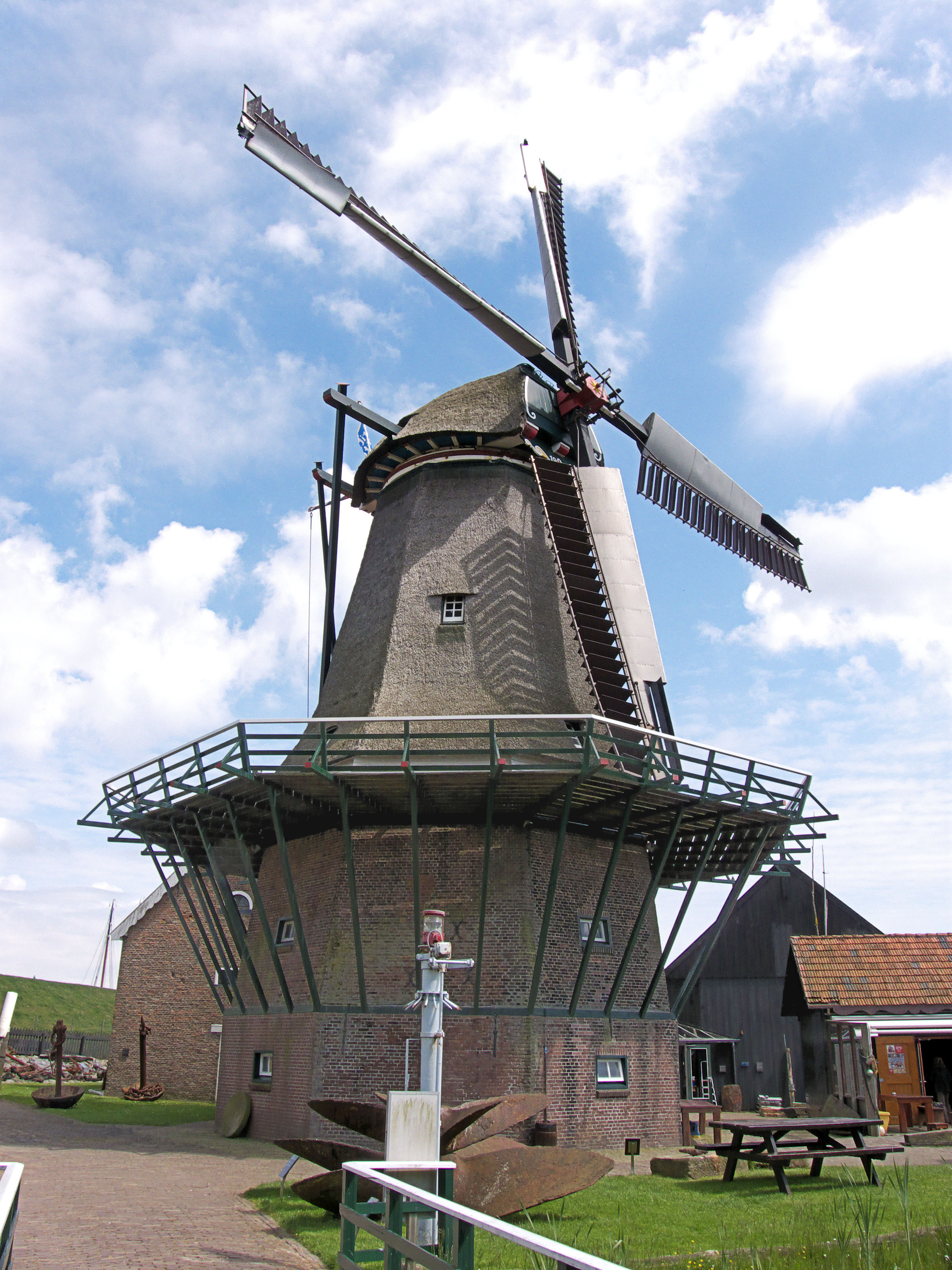
Mei 2009
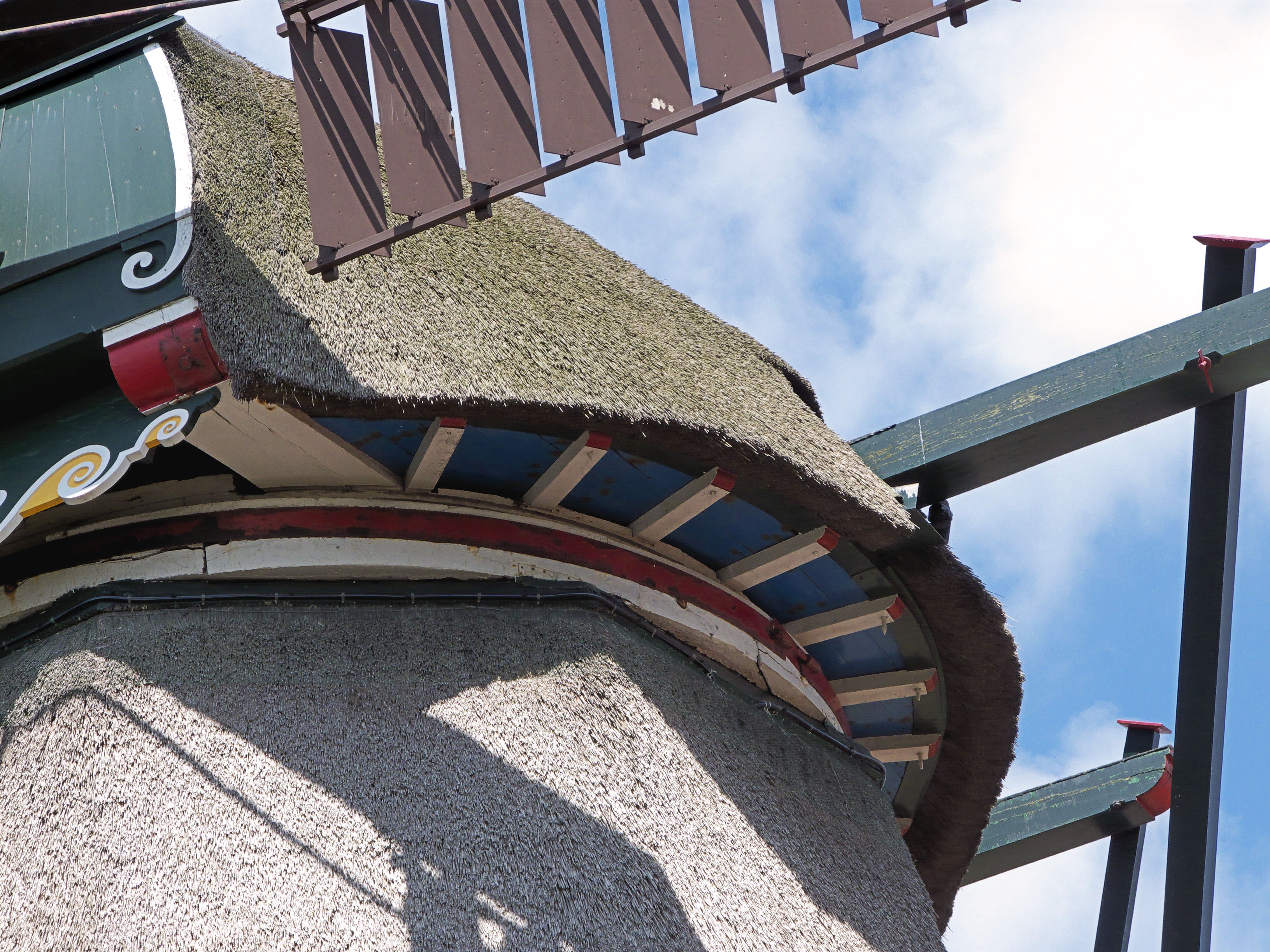
Kap
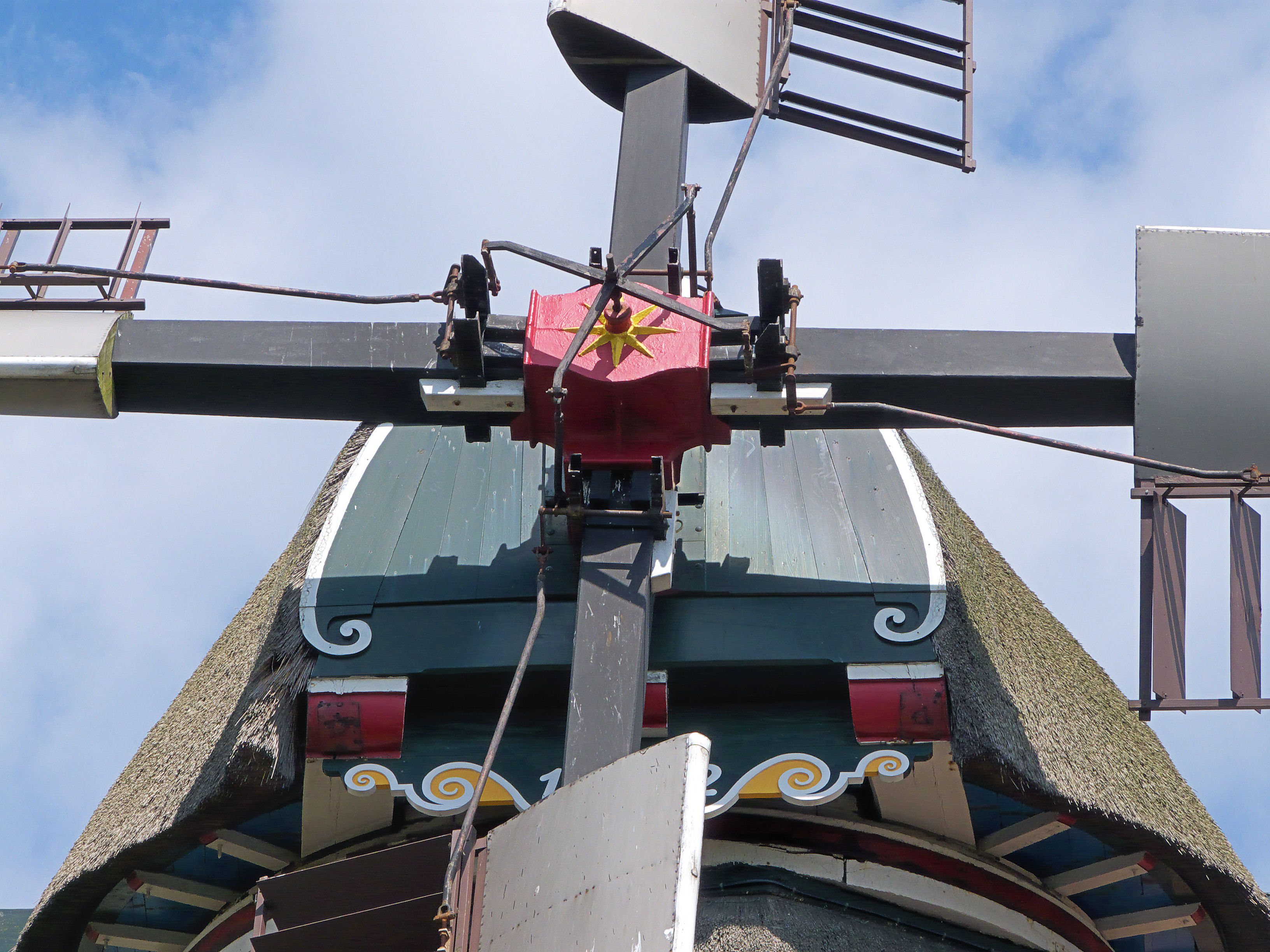
Askop met zwichtkruis
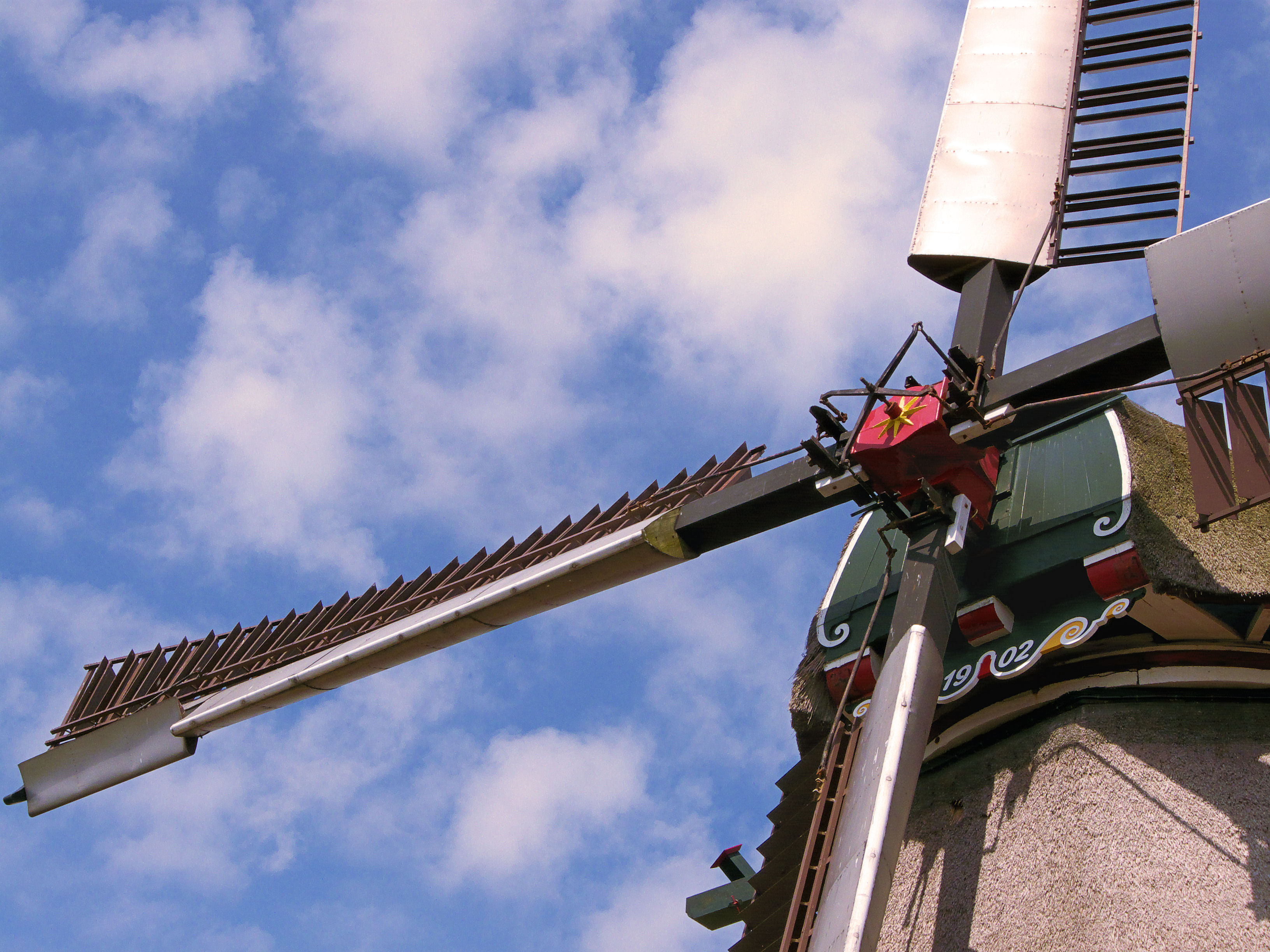
Askop met baard
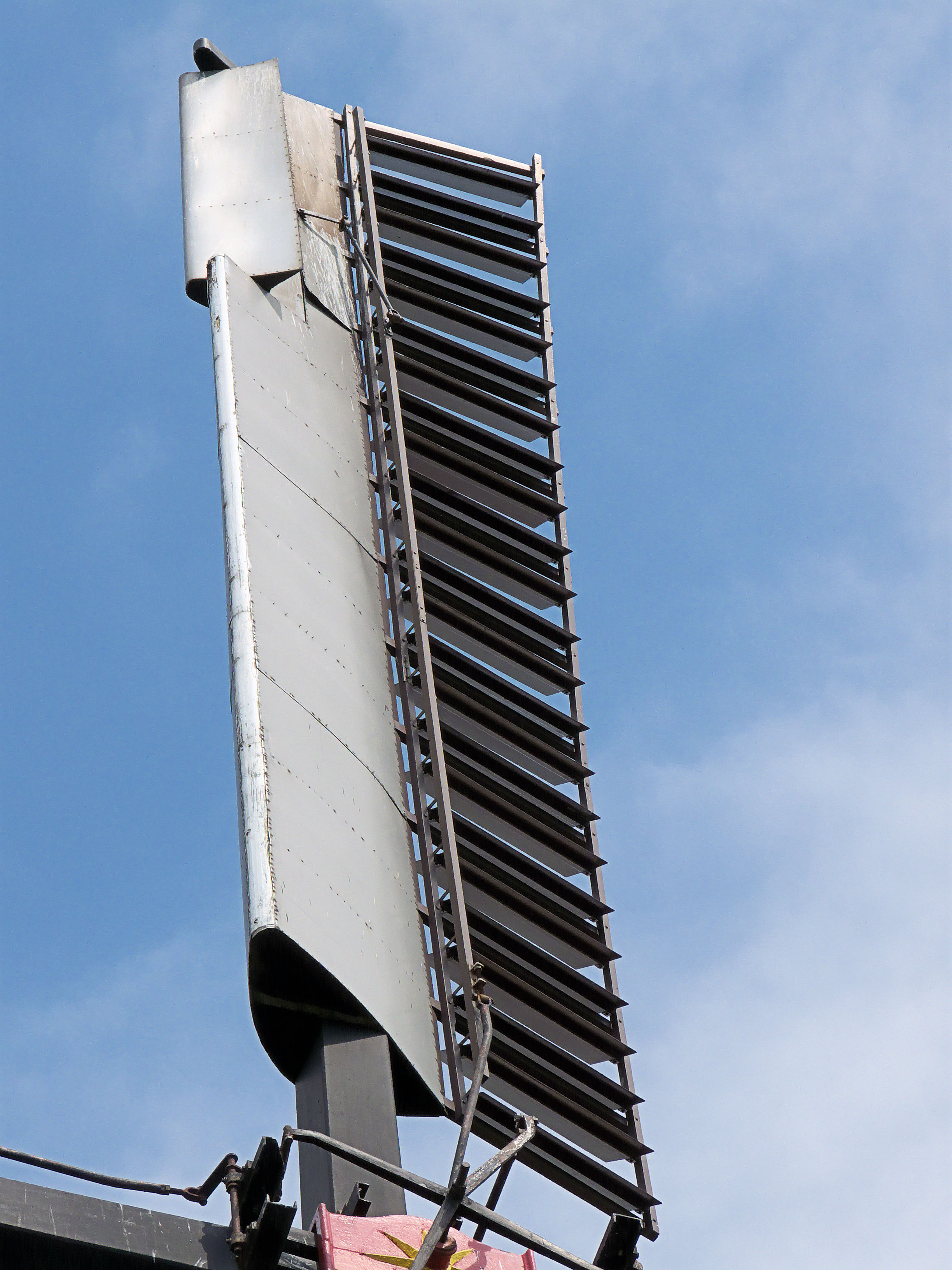
Dekkerwiek met zelfzwichting
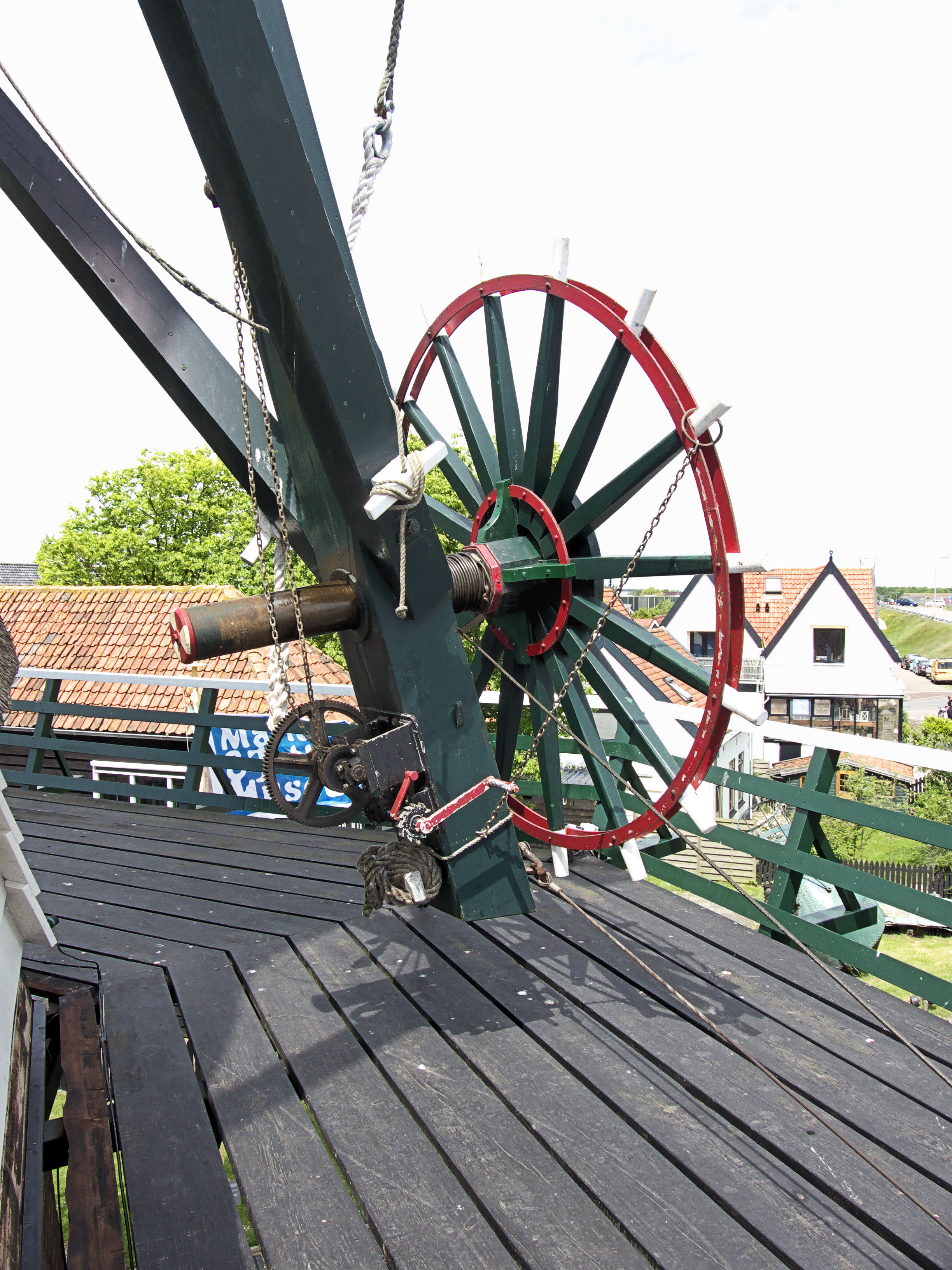
Kruirad en bediening zelfzwichting
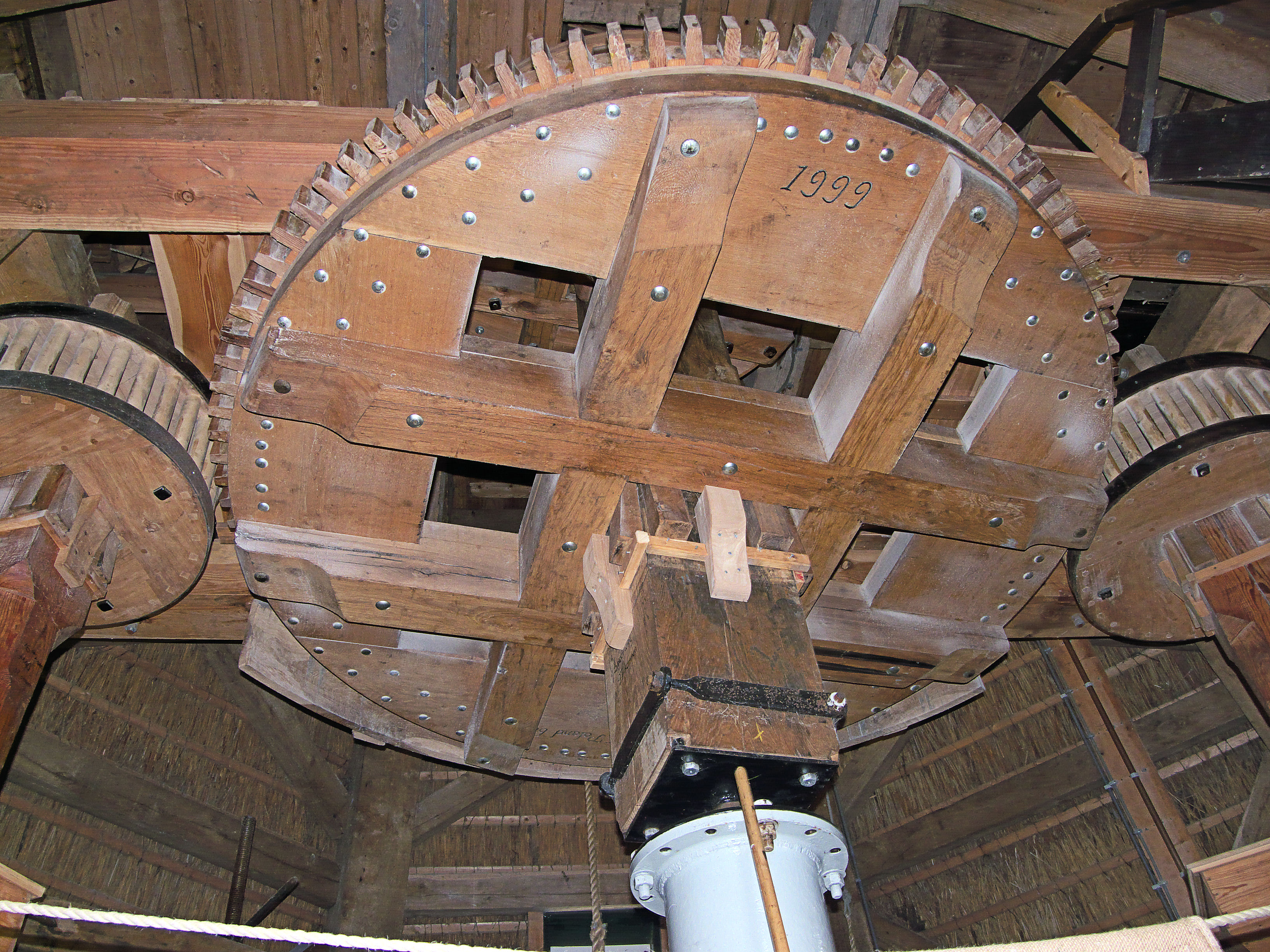
Spoorwiel met buisspil
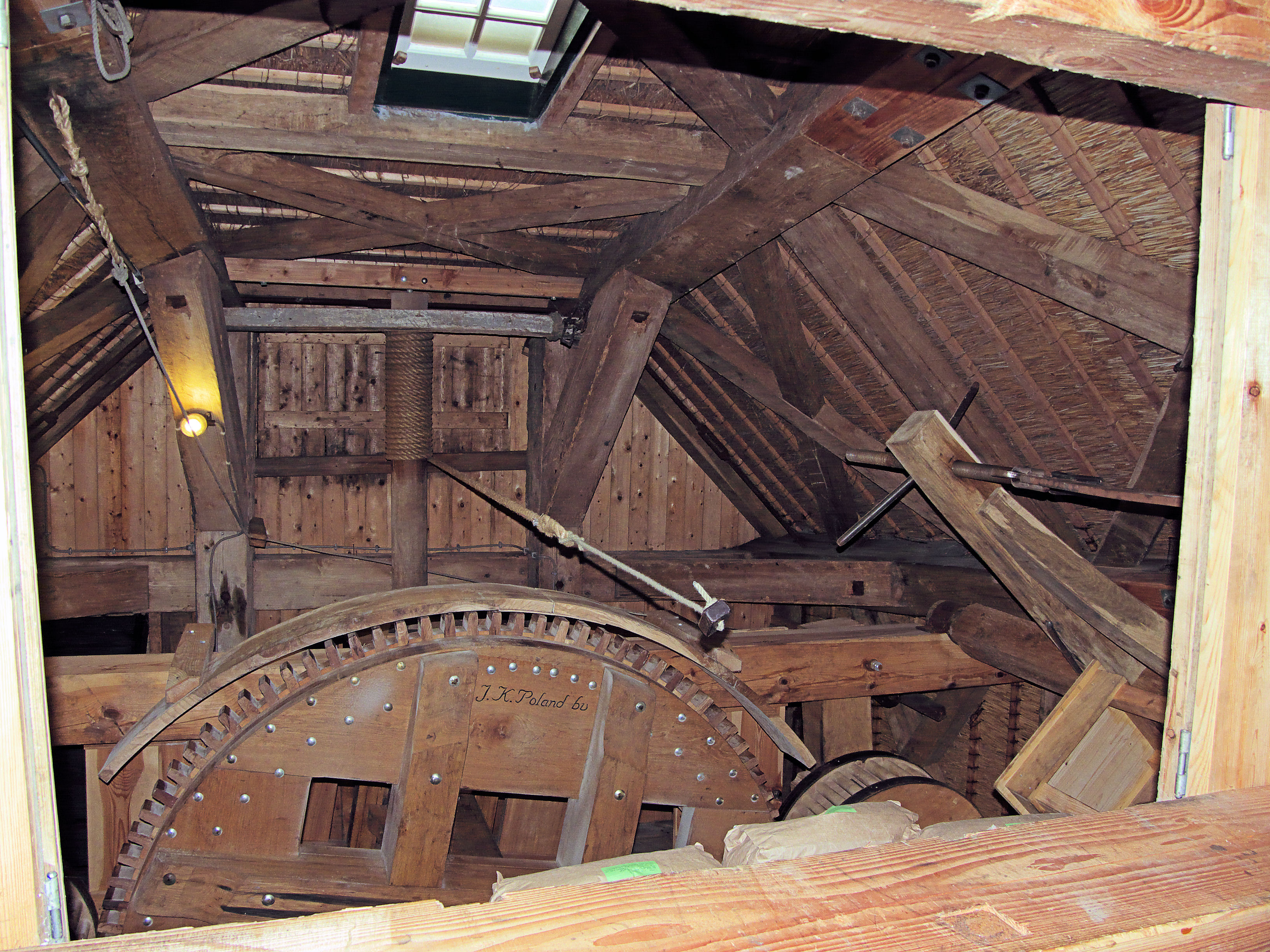
Luiwerk en spoorwiel
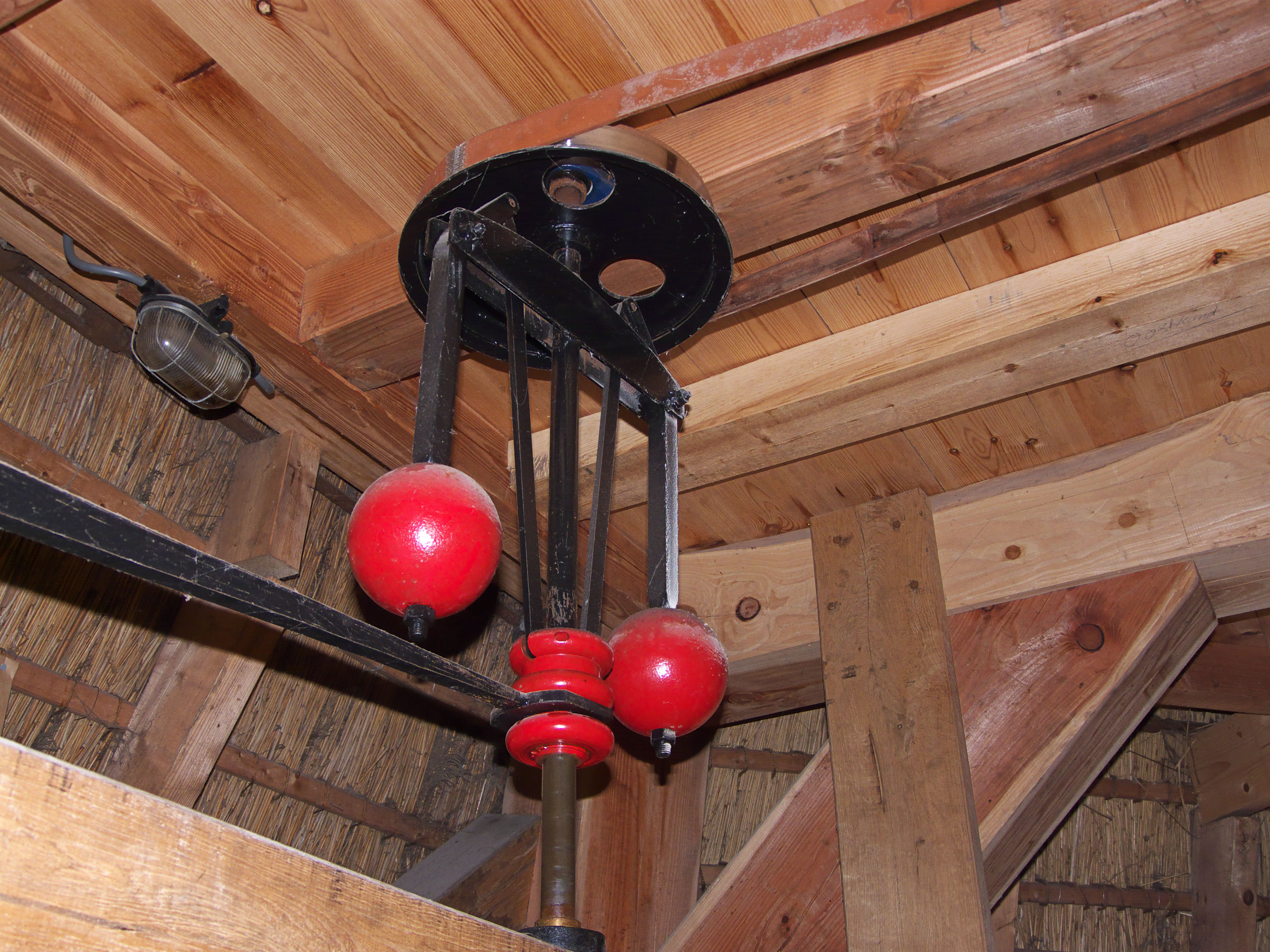
Regulateur
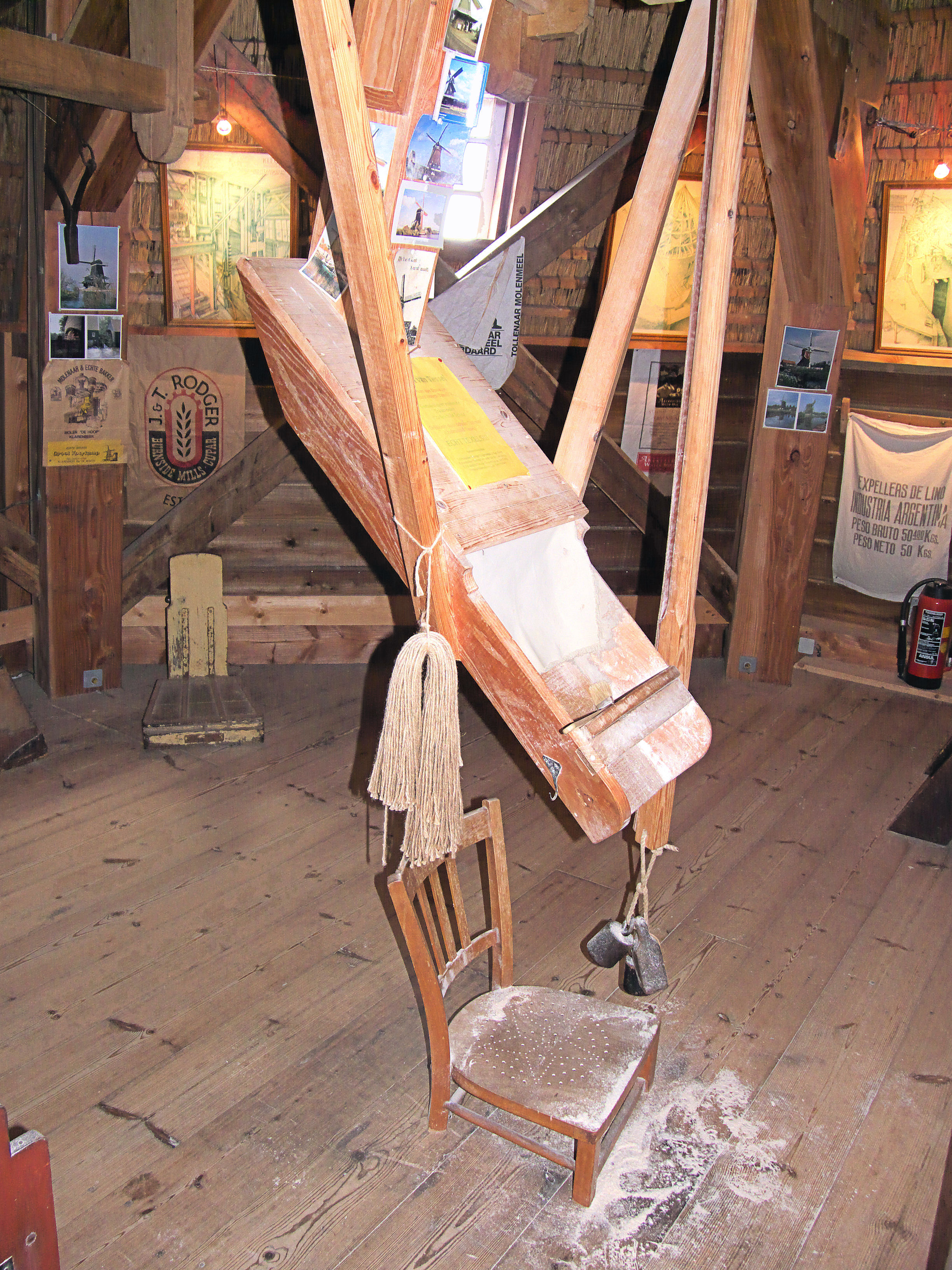
In gebruik zijnde meelpijp op maalzolder
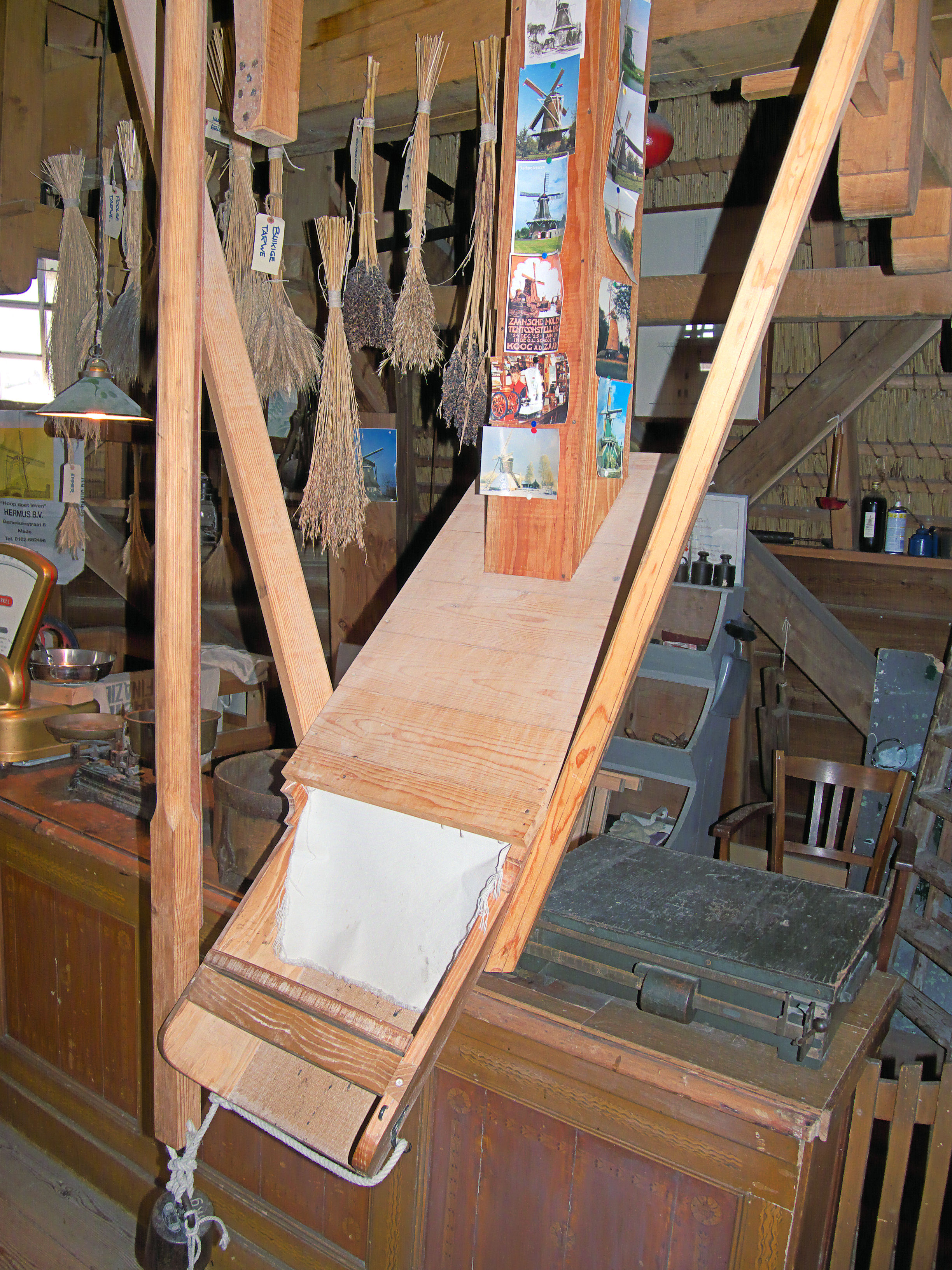
Niet gebruikte meelpijp op maalzolder
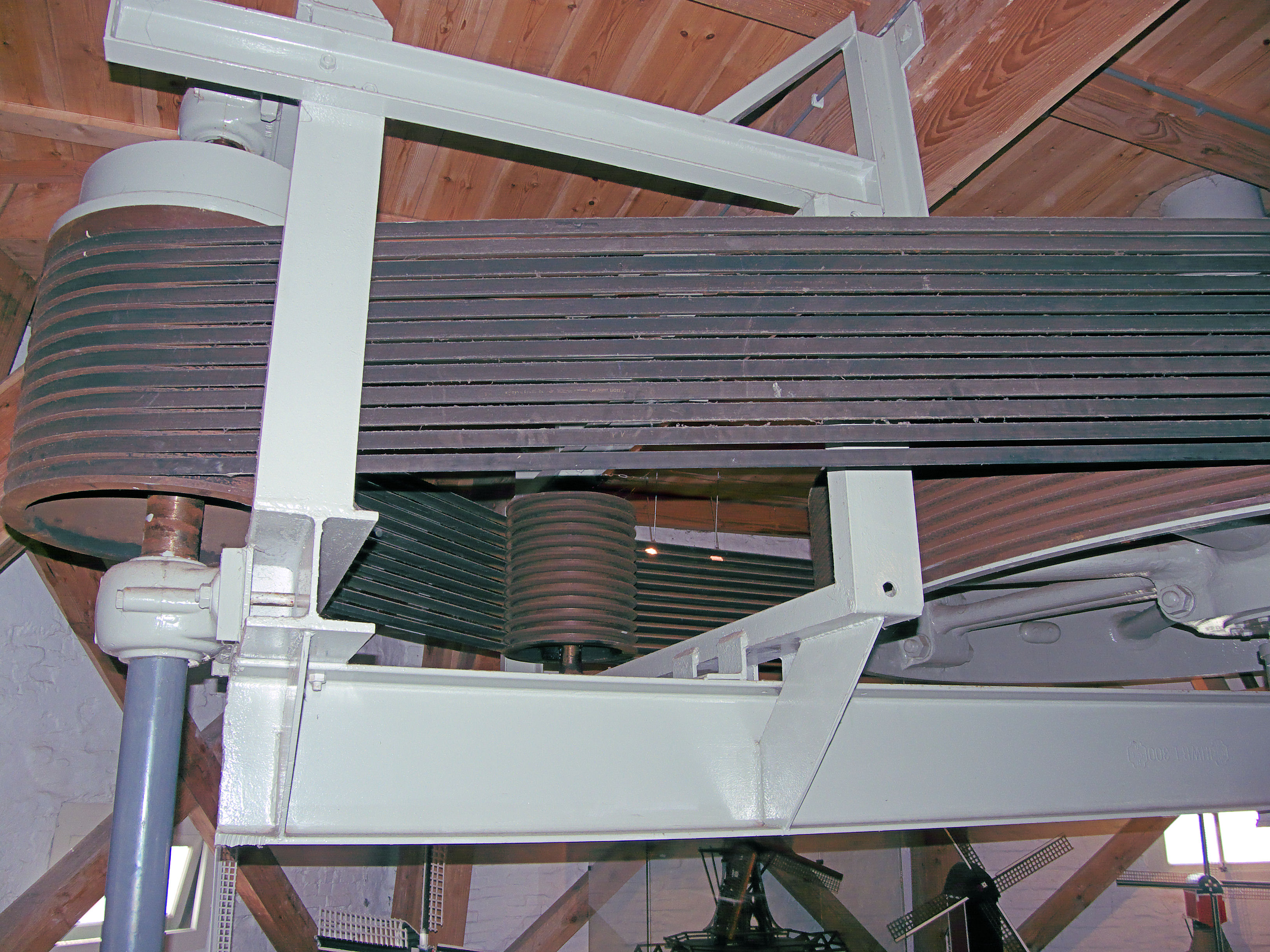
Aandrijving vanaf buisspil
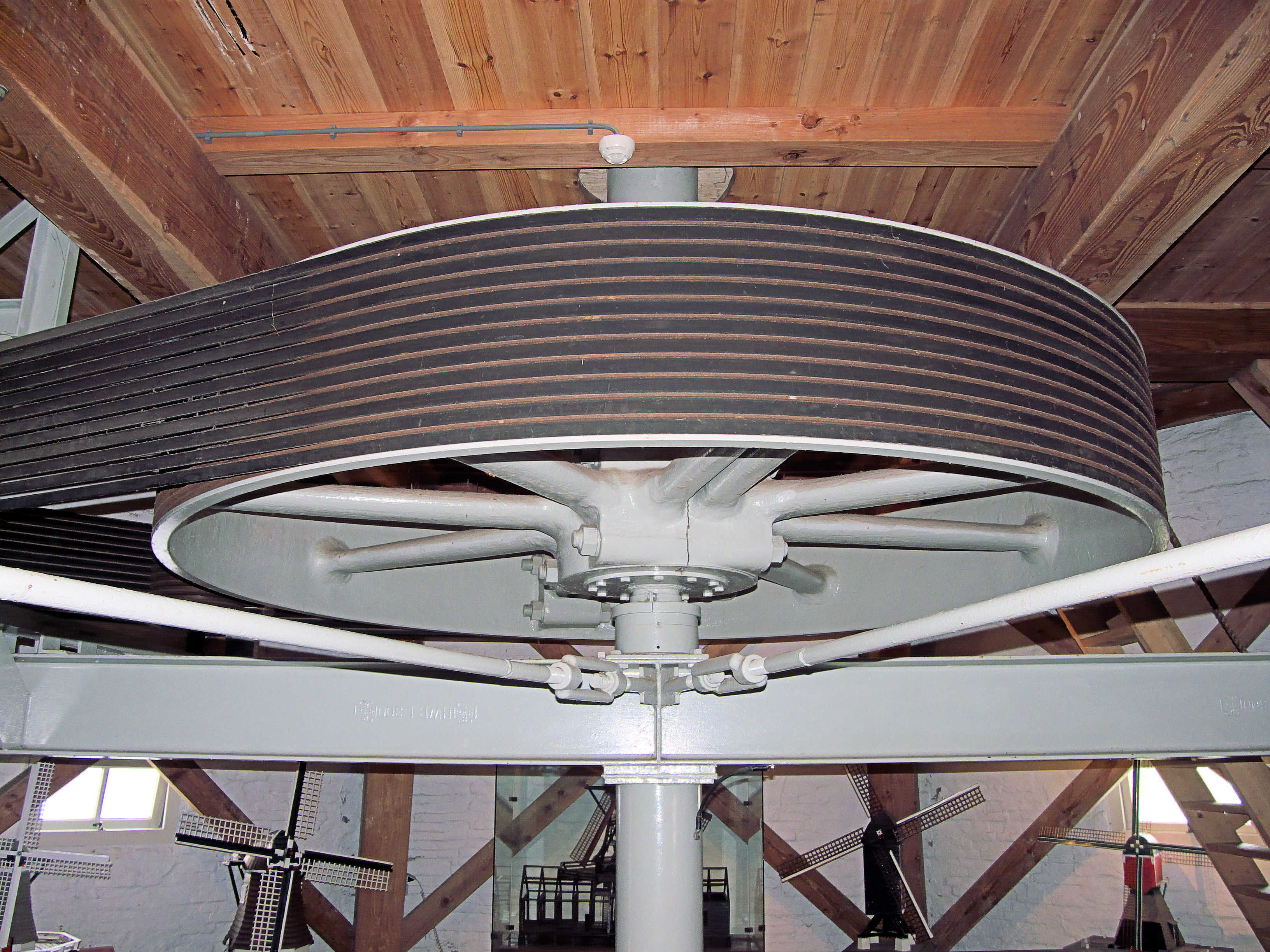
Aandrijving vanaf buisspil
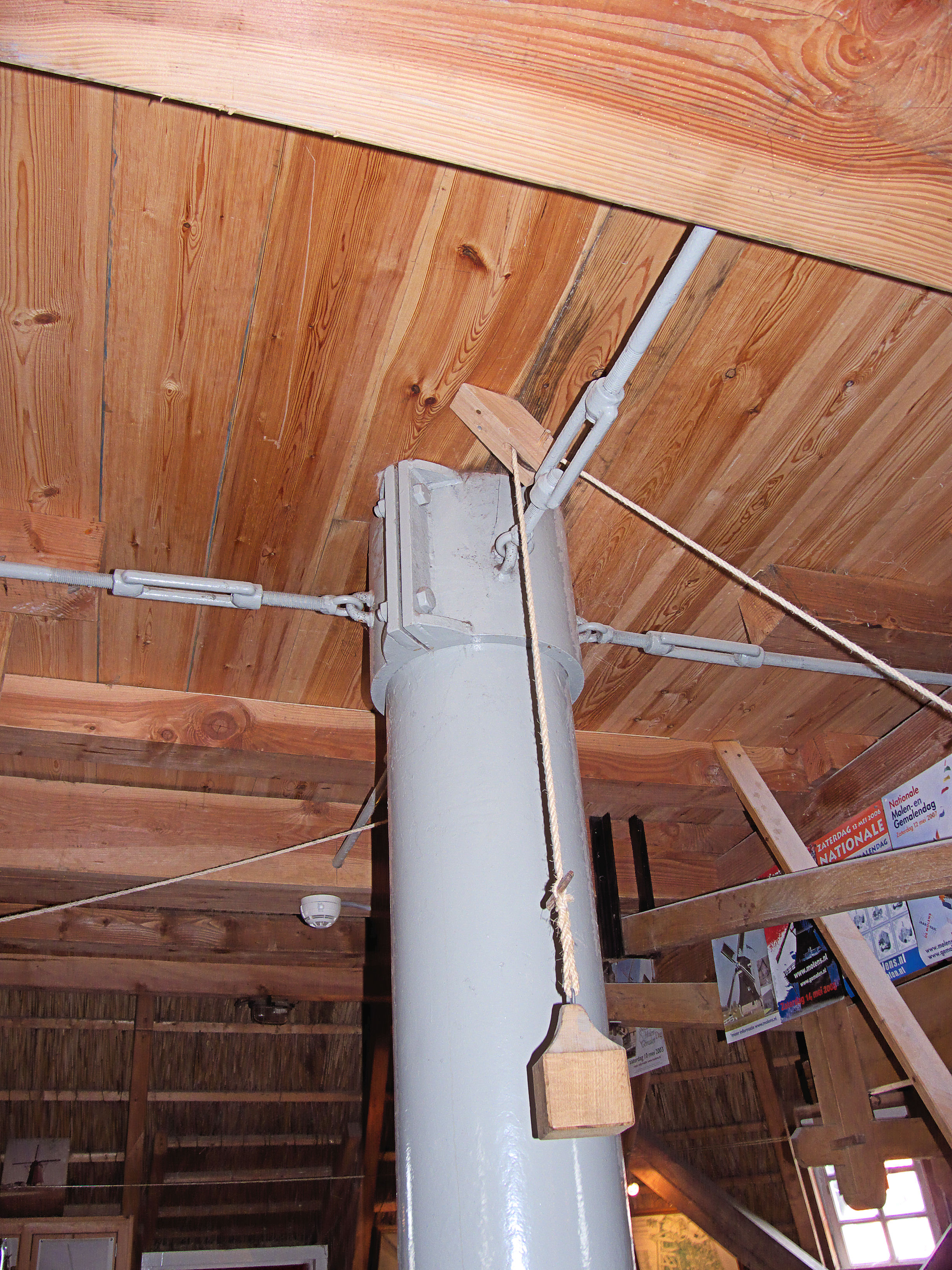
Buisspil voor electriciteistopwekking
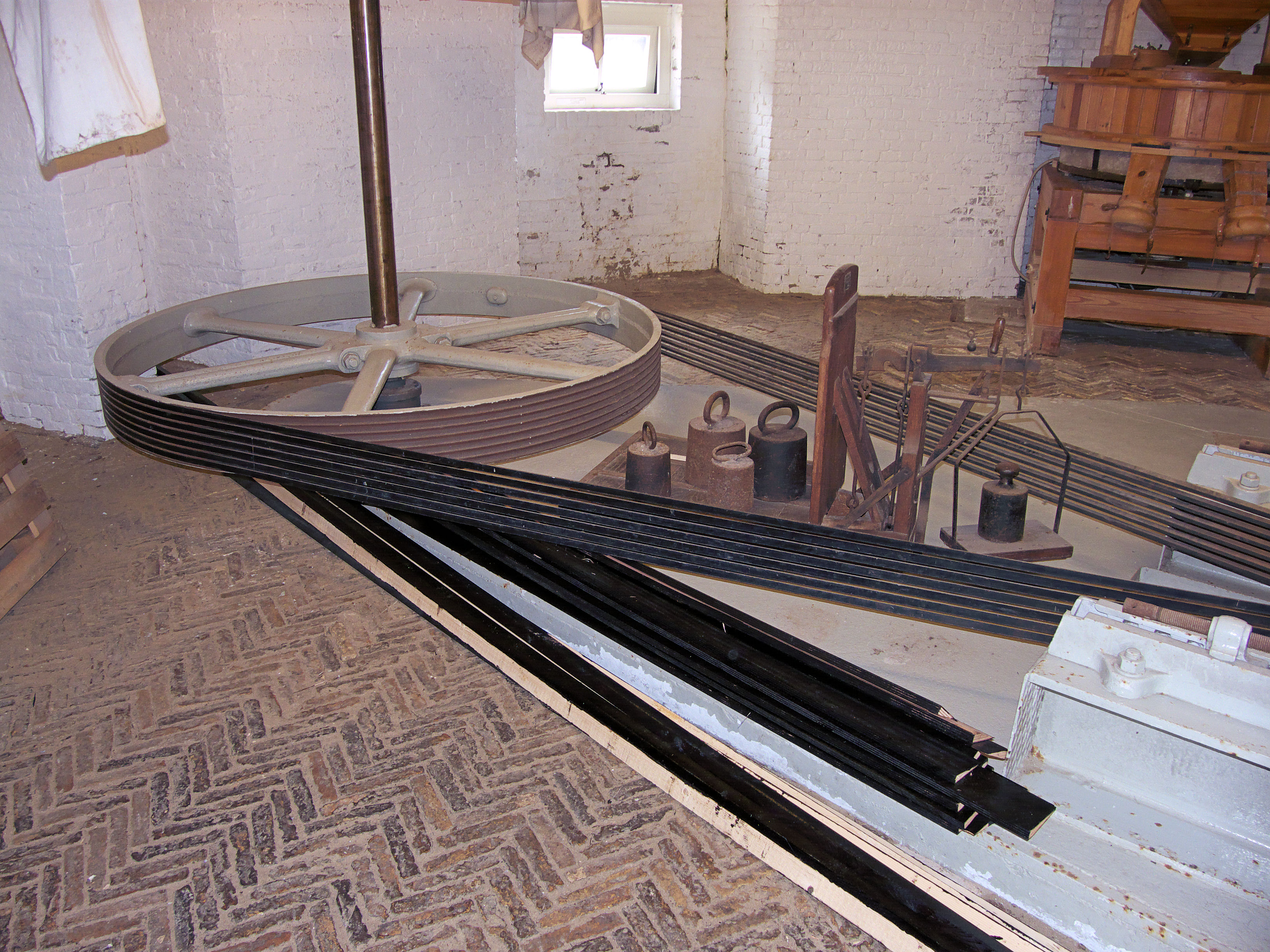
Aandrijving generator
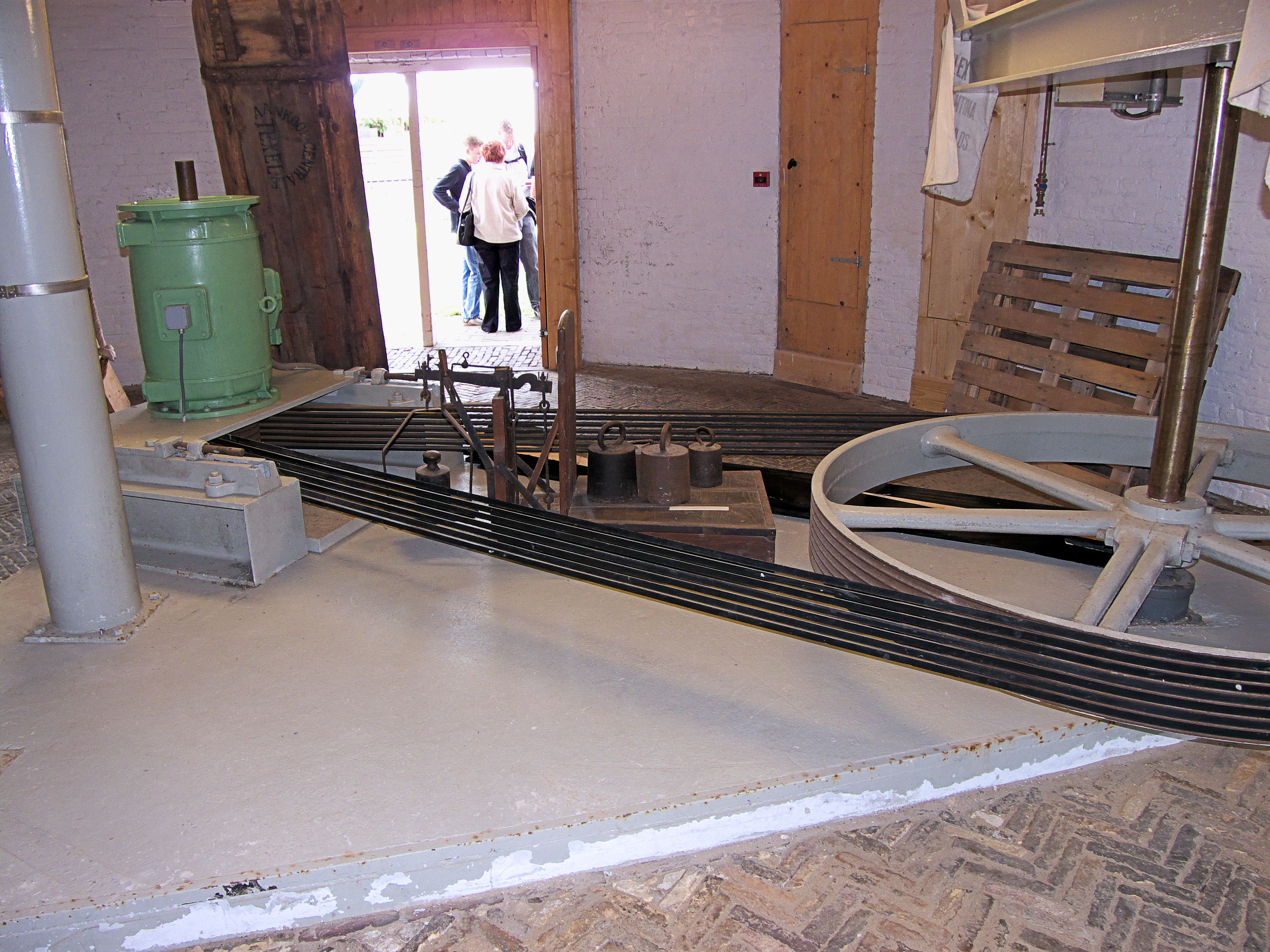
Aandrijving generator
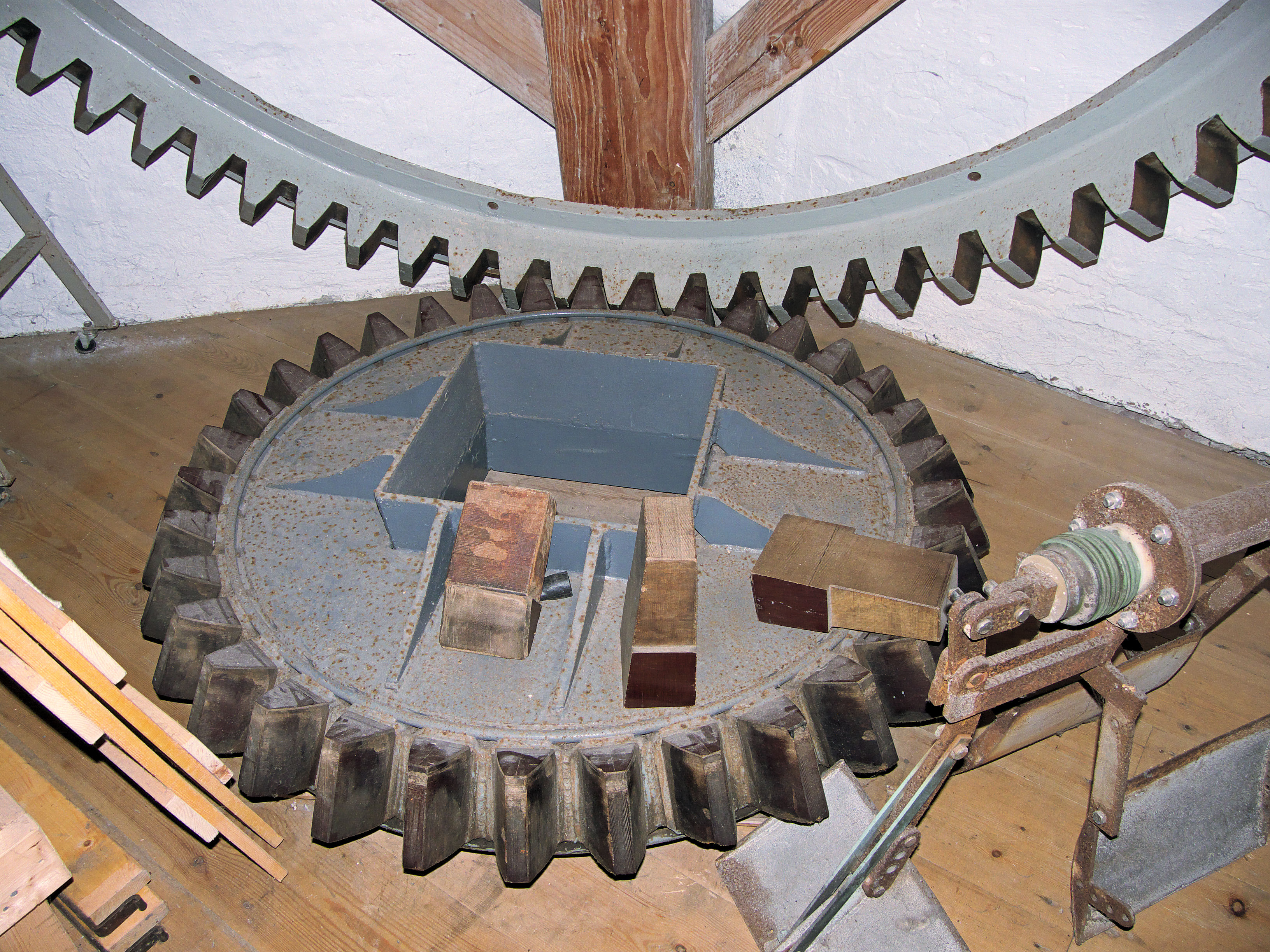
Voormalig bovenwiel en bonkelaar